# Le Voyage du pèlerin (film)
Pour les articles homonymes, voir Le Voyage du pèlerin.
Pour plus de détails, voir Fiche technique et Distribution.
Le Voyage du pèlerin (The Pilgrim's Progress) est un film d'animation réalisé par Robert Fernandez. Il est inspiré du Voyage du pèlerin de John Bunyan, écrit en 1678.
L'histoire est inspirée du roman spirituel de John Bunyan Le Voyage du pèlerin, écrit en 1678. Un homme nommé Chrétien y accomplit un long voyage initiatique depuis sa cité natale de Corruption vers la Cité Céleste, en déjouant les pièges d'Appolyon, le maître de Corruption,,.

## Synopsis
Un homme nommé Chrétien travaille comme tous les autres dans sa cité natale de Corruption où est surveillée en permanence par Apollyon, le maître de corruption.
Un jour, un employeur découvre qu’un employé manque à l’appel, avertit immédiatement son supérieur. Venus chez lui, ils découvrent des dessins à la fois effrayants et rassurants. Chrétien qui s’y trouve parmi eux, apprend que l’employé en question s’appelle Fidèle qui est parti vers la Cité Céleste, située au-delà des frontières.
Ce soir-là Chrétien est réveillé par un cauchemar, il consulte le livre qu’il a trouvé sur le bureau de Fidèle. Il en est complètement fasciné au point qu'il ne porte plus aucune attention à tout ce qu’il se passe autour de lui. Convaincu de ce qu’il y est écrit, il prévient sa famille de fuir ensemble cette ville corrompue destinée à la destruction dans un avenir proche. Peu crédule, sa femme rit, et de ce qu'il a dit elle arguë que ce livre n'est qu'un conte. 
Chrétien est déçu de sa femme, néanmoins il s'est déterminé à prendre le chemin qu’avait suivi Fidèle. Évangéliste vient l’aider et l'encourager à continuer tout droit sans se détourner ni à gauche ni à droite. Sur le chemin, Chrétien tombe sur Pliable, lequel accepte de le suivre car totalement obnubilé par ses propos merveilleux. Rapidement les deux sont mis à l’épreuve, ils tombent dans une marée de boue, Pliable, en voyant de son sale état, abandonne. Chrétien s’en sort, sauvé par Secours en l’informant que de rudes épreuves l’attendent.
Arrivé dans une forêt, Chrétien aperçoit un homme en haut-de-forme et aux allures d’un clown qui fait apparaître des pièces d'or, d'argent et des pierres précieuses. Il lui conseille de suivre son chemin plutôt que celui d'Evangéliste. C'est ce que Chrétien a fait, il arrive dans un cimetière où règne la Loi [de Moïse], il ne peut malheureusement pas lui obéir car trop nombreuses. Evangéliste vient à son aide en lui expliquant que la loi ne peut le conduire à la cité céleste, ni le libérer. Ces propos donnent du courroux à la Loi qui veut les submerger, mais il échoue.
Chrétien suit de nouveau le conseil de Évangéliste, il continue son chemin. Il est attaqué par des chauves-souris, il est sauvé par le Gardien de la porte. Ce soir même, il est conduit par des lucioles vers une maison où réside l’Interprète. Elle lui explique que les gens qui souhaitent emprunter le chemin de la lumière seront protégés tout au long de leur pérégrination à condition qu’ils persévèrent.
Sur le chemin de patience, Chrétien se sent libéré de ses fardeaux. Les trois hérauts du Roi lui apparaissent et le félicitent que désormais il appartient à la Cité Céleste, ils lui donnent un nouveau vêtement. Vigilant l’invite à passer une nuit chez lui, lui présente ses quatre filles et lui offre un dîner. Le lendemain, les quatre filles l’habillent d’une armure, d’un casque, lui donnent aussi une épée, grâce auxquels il sort vainqueur contre Apollyon, prince de corruption.
Il rencontre Fidèle et aussi Évangéliste, lequel leur explique qu’un grand danger les attend dans une foire, surnommée "La Ville de la Vanité", et que l’un d'entre eux verserait son sang. Effectivement, c’est ce qui s’est passé : Fidèle et Chrétien sont hués par des forains, traduits en justice et accusés à tort, le premier a été exécuté, tandis que l’autre a été placé en détention provisoire dans l’attente d’un nouveau procès. Mais l’un des gardiens nommé Espérant le libère.
Ils se rencontrent sur le chemin. Ils trouvent un refuge qui s’avère en réalité d’une chaussure d’un géant. Tous les deux maintenant sont prisonniers dans son cachot. Ils se sont rendu compte que les deux géants ne peuvent les tuer en raison de leur espérance, leur espoir. Ce qui leur permet d’y sortir.
Un Berger leur apparaît, il leur fait savoir qu’ils sont presque aux portes de la Cité Céleste, ils doivent marcher ensemble et fixer leurs regards toujours sur la lumière de la cité. Un vieillard (Apollyon) a entendu cette nouvelle, entrave leur plan et les capture avant qu'ils ne soient libérés par un héraut du Roi. Elle les guide jusqu’au bord de la mer, où les eaux forment un mur. Espérant montre à Chrétien qu’il doit entrer dans cette eau pour aller à la cité céleste. Chrétien, bien qu’il soit face à un dilemme à cause de sa famille et de ses proches, y entre sur le conseil de Évangéliste. Dans l’eau, Apollyon tente sa chance ultime pour s’emparer de l’âme de l’intéressé mais la lumière jaillit, le sang du Berger est versé, Apollyon tombe dans les profondeurs des eaux.
Chrétien se réveille, le Berger vient le chercher. Il le fait entrer dans son royaume resplendissant où sont déjà sur place Fidèle et Espérant. Ils viennent accueillir Chrétien.
À la fin du film la femme de Chrétien se réveille, et voit une feuille devant son lit. Son mari est encore vivant. Émue par la lettre, elle annonce à ses enfants, tandis qu'Apollyon crie d'une voix aiguë au-dessus de leur maison.

## Fiche technique
Sauf indication contraire, les informations mentionnées dans cette section peuvent être confirmées par la base de données cinématographiques IMDb,  présente dans la section « Liens externes ».
- Titre original : The Pilgrim's Progress
- Titre français : Le voyage du pèlerin
- Réalisation : Robert Fernandez
- Scénario : John Bunyan et Robert Fernandez
- Direction artistique : Adrian Retana
- Décors :
- Costumes :
- Photographie : Stephen Yake, Jeff Hockman et George Garcia
- Montage : Chris Jung
- Musique : Michael Dooley
- Production : Steve Cleary, Robert Fernandez, Chris Jung et Larry Zielke
- Producteurs exécutifs : Steve Cleary et Charles Raines
- Producteurs associés : Tim Wildmon et Bill Curtis
- Sociétés de production : Cat In The Mill & Herald Entertainment
- Société de distribution : Saje Distribution
- Budget :
- Pays d'origine :  États-Unis
- Langue originale : anglais
- Format : couleur
- Genre : animation
- Durée : 115
- Dates de sortie[4] :
  -  États-Unis : 18 avril 2019
  -  Australie : 27 juillet 2019
  -  Royaume-Uni : 25 octobre 2019
  -  France : 6 novembre 2019
  -  Mexique : 25 décembre 2019
  -  Allemagne : 17 janvier 2020
  -  Colombie : 30 janvier 2020

## Distribution

### Voix originales
- David Thorpe : Chrétien Pèlerin
- John Rhys-Davies : Évangéliste
- Kristyn Getty : L'Interprète
- Tristan Beint : Pliable / Samuel
- Justin Butcher : Espérant
- Stephen Daltry : Le Gardien de la porte / Loi
- Andy Harrison : Superviseur 6 / Obstiné / Vigilant
- Jasmine Jones : Narrateur / Héraut 1 / Crainte de Dieu
- Jonathan Keeble : Fidèle / Secours / Le Berger / Le Roi
- Rachel Marquez : Discrétion
- Chris Pavlo : Sage Mondain / Géant Désespoir / Superviseur 5
- Alison Pettit : Christiana / Géante Méfiance / Héraut 2
- Ben Price : Juge de Vanité / Cruauté / Judge Hategood
- Lisa Ronaghan  : Prudence
- Andrew Wyncott : Apollyon

## Accueil

### Critiques de presse
L'œuvre est considérée comme « fidèle » au roman originel, mais prenant la liberté de moderniser certaines situations et apparences, l'esthétique de certains choix graphiques étant parfois remise en question. Cependant, la cohérence interne ainsi que la fidélité au texte écrit est appréciée,,.

### Box-office
Le jour de sa sortie aux États-Unis, le 18 avril 2019, le film recueille 678 647 dollars. Les recettes mondiales finales sont environ cinq fois plus élevées, avec 3 173 282 dollars, dont environ quarante pour cent aux États-Unis, et plus de la moitié (1 798 719 dollars en Corée du Sud.
Une partie des recettes est donnée à des associations chrétiennes, en particulier travaillant pour les chrétiens persécutés.